# 濱健人
濱健人（日语：／ Hama Kento，1992年2月7日—）是日本男聲優，高知縣出身，現隸屬賢Production。

## 經歷
- 高中時代，偶然在朋友家中看到《Code Geass 叛逆的魯魯修》中，出演主人公的聲優福山潤的演技後，便以成為聲優作為目標[2][3]。
- 及後進入大阪美術専門學校就讀，成為聲優學科第10期生[4]。
- 專門學校畢業後，進入賢Production附屬的聲優養成所SCHOOL DUO，成為第14期生。
- 2014年4月1日，成為賢Production預所屬[4][5]。
- 2019年4月1日，成為賢Production正所屬[6]。

## 人物
- 特長是土佐方言。興趣是籃球、遊戲和酒[7][8]。
- 座右銘是笑容。他認為在出演活動的時候，自己的笑容為觀眾帶來了笑容，所以以此作為自己的座右銘。[9]。

2020年2月，以街頭霸王V為主的遊戲配信節目在Twitch開始。2021年6月開始轉移到OPENREC.tv。

## 出演作品
※粗體字為主要角色

### 電視動畫
2014年
- 卡片戰鬥!! 先導者 雙鬥搭檔篇（第四期）（奧利維爾・蓋亞爾）
- 高達G之復興（學生B）
- 食鬼世界（食鬼世界居民、幽靈 A、黃色馴鹿）
- 飆速宅男 GRANDE ROAD（第二季）（東村）

2015年
- 潮與虎（學生C）
- 卡片戰鬥!! ZERO（約翰 [13]）
- 對魔導學園35試驗小隊（學生A）

2016年
- 羈絆者（釜石）
- 境界之輪迴（シュウト）
- 刀劍亂舞 -花丸-（陸奧守吉行[14][15]）
- 夢幻慶典（男學生）

2017年
- sin 七大罪（士兵們）
- 活擊 刀劍亂舞（陸奧守吉行[16]）- 土佐方言監修及擔當[17]
- 將國戡亂記（赤蛇教團B）
- 偶像大師 SideM（木村龍）

2018年
- 魔法少女 俺（電視台工作人員）
- 哆啦A夢（未來的配送員）
- 閃電十一人 阿瑞斯的天秤（不良）
- 戀愛幕末男友（侍、須佐之男兵、年輕人、武士、中岡慎太郎、其他）
- 偶像大師 SideM 有理由Mini!（木村龍[18]）
- JoJo的奇妙冒險 第五部  黃金之風（壞小孩2）
- 續 刀劍亂舞 -花丸-（陸奧守吉行）
- 佐賀偶像是傳奇（觀眾3）

2019年
- Mr.Shadow（青系[19][20][21]）
- 騷動時節的少女們啊（男學生）

2020年
- A3!（七尾太一[22]）
- 我立於百萬生命之上（盜賊）

2021年
- 放馬過來壽司相撲（飯糰觀眾、竹筍親方[23]）

2024年
- 刀劍亂舞 迴 -虛傳 燃燒的本能寺-（陸奧守吉行[24]）
- 孤單一人的異世界攻略（肌肉笨蛋B[25]）

### 劇場版動畫
2014年
- 光之美少女 All Stars New Stage3 永遠的朋友 [26]
- 劇場版 卡片戰鬥!! 先導者（奧利維爾・蓋亞爾）

2015年
- 電影版 飆速宅男（東村[27]）

2017年
- 瑪麗與魔女之花 （2017年[28]）

2019年
- 乘浪之約（男人A[29]）
- 劇場版 高達G之復興 I 去吧!Core Fighter（學生）

2022年
- 特〈刀劍亂舞-花丸-〉～雪月華～（陸奧守吉行）

### Web動畫
2016年
- 寵物小精靈世代

2018年
- 惡魔人 Crybaby（像庫庫恩的少年）

2019年
- 戰鬥陀螺 爆烈世代（ガードマン）
- ラブナイツA×D（濱健人[30]）

2025年
- 迪士尼 扭曲仙境 動畫版（Chenya[31]）

### 遊戲
2014年
- 人中之龍 維新！（侍、村民[26]）

2015年
- 刀劍亂舞（陸奧守吉行 [32][33]）
- Stella Glow（但丁[34][35]）
- 偶像大師 SideM（木村龍）

2016年
- 卡片戰鬥!! 先導者G Stride-to-Victory!!（奧利維爾・蓋亞爾[36]）
- 卡巴拉島～想成為召喚士～（ビンセント[37]）

2017年
- A3!（七尾太一）
- 夢王國與沉睡中的100位王子殿下（亞畢斯<2代目>）
- 在茜色的世界中與君詠唱（森鷗外[38]））
- 幻獸契約 Cryptract（ヴィゴ[39]）
- 偶像大師 SideM 獻唱舞台！（木村龍）
- 碧藍幻想（陸奥守吉行[40]）
- 契約結婚：大總統與秘密花嫁（葵准一郎[41]）
- 妖怪結緣（紫陽[42]）

2018年
- WolfToxic-當心狼男（狗巻小太朗[43]）
- 動物偶像（一色虎雄[44]）

2019年
- Op8♪（弦巻アルト[45]）
- 天堂M（Zilean、Sam[46][47]）
- 英雄樂園（志波佐祐[48]）
- 爐石戰記 [49]
- 永遠的7日之都（奧德里奇[50]）

2020年
- 星屑日像儀（恒上波智[51]）
- GALAXYZ（ノース[52]）
- 迪士尼扭曲仙境（チェーニャ〈アルチェーミ・アルチェーミエヴィチ・ピンカー〉[53] [54]）
- 虔誠之花的晚鐘 -Episodio1926-（睿[55]）
- AFTER L!FE（シアン〈SIAN〉[56]）
- 食物語（東坡肉、臘八節[57]）

2021年
- 偶像大師 POPLINKS（木村龍[58]）
- 琉璃櫻（命[59]）
- 偶像大師 SideM GROWING STARS（木村龍[60]）
- 卡片戰鬥!! ZERO（奧利維爾・蓋亞爾）[61]
- 戀愛戰國Romanesque（雜賀孫一[62]）

### 吹替
- LOVE（2016年）
- 舞感青春（2020年）
- 闔家團圓（2021年）
- ラブアイランドUSA 水着で恋するラスベガス編（2021年）

### 電視劇
2021年
- 機界戰隊全開者（盂蘭盆瓦爾多の声[63]）

## 外部連結
- 濱 健人 | タレント・声優　|　賢プロダクション （页面存档备份，存于）
- 濱健人的X（前Twitter）
- 濱 健人的Instagram帳戶